# Meleh Hāy-ye Dīzgarān
Meleh Hāy-ye Dīzgarān (persiska: مله هار دیزگران, Meleh Hār, Meleh Hār-e Dīzgarān, مله های دیزگران) är en ort i Iran.   Den ligger i provinsen Kermanshah, i den västra delen av landet, 500 km sydväst om huvudstaden Teheran. Meleh Hāy-ye Dīzgarān ligger 1 363 meter över havet och antalet invånare är 450.
Terrängen runt Meleh Hāy-ye Dīzgarān är huvudsakligen kuperad, men åt nordväst är den platt.Runt Meleh Hāy-ye Dīzgarān är det ganska glesbefolkat, med 39 invånare per kvadratkilometer. Närmaste större samhälle är Sholeh Kosh, 15,3 km väster om Meleh Hāy-ye Dīzgarān. Omgivningarna runt Meleh Hāy-ye Dīzgarān är i huvudsak ett öppet busklandskap.